# 人形館
人形館（にんぎょうかん）とは、渡辺茂によって作られたミュージカル風の劇である。
また、2015年に原作者によるリメイク版も出版されており、登場人物の追加や若干の台詞変更が行われている。

## 概要
1970年代から1980年代にかけて多くの小中学校で人気を博した。小中学生がこの劇を上演する際は、元の台本が若干リメイクされている場合が多い。
この作品は、1978年、東京都豊島区立雑司ヶ谷中学校演劇部と渡辺茂によって作られた。（渡辺茂にとっては9本目の作品である。）原案は当時の部員が提案したもの。その後、演劇部メンバーの人間性に合わせて各キャラクターを設定していったため、「'78雑演のあるメンバーしか雰囲気を出せないセリフがあり、」と渡辺茂本人が言っているように、初めはこの「演劇部のための演劇」であった。2006年夏、「人形館それからpartⅡ」を発表。この作品は前作人形館の続編である。しかし、間に未発表作「人形館それからpartⅠ」がはいるため、実質3作目といえる。部員7名の演劇部のために製作したため、人形の数は大幅に少なくなっている。

## キャスト
「人形館」
- 少女（春野香・ジェーン）
- おばさん
- ピッチ
- ハッチ
- チャップ
- チョップ
- ラン
- ダン
- ガム
- メリー
- ジャック
- 香の母
- 香の妹(さやか)
- 友達１
- 友達２

上演時間：約50分
出演人数：16人
「人形館それからpartⅡ」
- 公司一茶（こんすいっさ）
- ピッチ
- ハッチ
- チャップ
- チョップ
- ラン
- 新しい人形
- おばさん

上演時間：約50分
出演人数：8人
「人形館2015」
- 少女（春野香・ジェーン）
- おばさん
- ピッチ
- ハッチ
- チャップ
- チョップ
- ラン
- ダン
- ガム
- メリー
- ジャック
- ジョン
- マイケル
- ジャクソン
- 香の母
- 香の妹(さやか)
- 友達１
- 友達２

上演時間：約50分
出演人数：18人

## あらすじ
人形館
　舞台は町外れにあるさびれた「夢里人形館」。そこに、窮屈な人間世界が嫌になり、自由を求めて旅立ってきた少女　春野香が迷い込む。泊まる場所を探していた彼女は、管理人（おばさん）に許可を取ると、人形の置いてある部屋でそのまま寝てしまう。何時かを告げる時計の音が鳴り響いたとたん、人形たちは自分自身で糸を切り、踊り始める。少女の話を聞いた人形たちは、彼女に「ある提案」をする。
人形館それからpartⅡ
　前作から数年後。数ヶ月前に閉鎖された「人形館」を夢界専門探偵・公司一茶が訪れる。深夜0時に自由になる人形たちは公司探偵を外敵とみなし、戦う。その中で、人形たちは信じられない事実を知る。
人形館2015
　基本的には「人形館」と同じである。